# Rochelle, Illinois
Rochelle är en stad (city) i Lee County, och  Ogle County, i delstaten Illinois, USA. Enligt United States Census Bureau har staden en folkmängd på 9 506 invånare (2011) och en landarea på 33,4 km².